# Kim Kalicki
Kim Kalicki (* 27. Juni 1997 in Wiesbaden) ist eine deutsche Bobfahrerin, welche als Pilotin aktiv ist und für den TuS Eintracht Wiesbaden 1846 an den Start geht. 2020 gewann sie gemeinsam mit Kira Lipperheide die Silbermedaille im Zweierbob der Frauen bei den Bob- und Skeleton-Weltmeisterschaften.

## Karriere
Die ehemalige Leichtathletin Kim Kalicki kam im Alter von 17 Jahren zum Bobsport und am 21. November 2015 nahm sie bereits an ihren ersten deutschen Meisterschaften teil. Sie startete gemeinsam mit Maureen Zimmer und die beiden belegten den neunten und damit letzten Platz. Zwei Tage später gab sie auf der Bahn in Winterberg ihr Debüt im Bob-Europacup. Gemeinsam mit ihrer Anschieberin Ann-Christin Strack belegte sie hinter dem Bob von Sabrina Duljevic den zweiten Platz. Am Ende der Saison 2015/16 belegte sie in der Gesamtwertung vom Bob-Europacup mit 438 Punkten den sechsten Platz. Sie qualifizierte sich in der Saison für die Bob-Juniorenweltmeisterschaft 2016, welche in Winterberg ausgetragen wurde. Dabei trat sie wieder gemeinsam mit Ann-Christin Strack an und sicherte sich hinter dem deutschen Team, bestehend aus Stephanie Schneider und Lisa Buckwitz, die Silbermedaille.
Vor der Saison 2016/17 nahm Kim Kalicki nicht an der Deutschen Meisterschaft teil, sondern stieg erst mit dem Europacup-Wettbewerb in Winterberg am 26. Januar 2017 in die Saison ein. Bei diesem Wettbewerb belegte sie gemeinsam mit ihrer Anschieberin Lisa Sophie Gericke den fünften Platz. Gemeinsam mit Lisa Sophie Gericke trat sie auch bei der Juniorenweltmeisterschaft 2017 auf der Bahn in Winterberg an und belegte dort den dritten Platz hinter dem britischen Bob von Mica McNeill und dem deutschen Bob von Anna Köhler. Bei der Juniorenweltmeisterschaft 2017 gab es eine gesonderte U23-Wertung und in dieser Wertung gewannen Kim Kalicki und Lisa Sophie Gericke die Goldmedaille. Nach den Juniorenweltmeisterschaften nahm Kim Kalicki gemeinsam mit Lisa Sophie Gericke auch an den deutschen Bob-Juniorenmeisterschaften 2017, welche am 11. Februar 2017 in der Veltins-Eisarena in Winterberg ausgetragen wurden, teil und gewann hinter dem Bob von Sandra Kroll die Silbermedaille.
Zum Start der Saison 2017/18 konnte Kim Kalicki mit ihrer Anschieberin Lisa Sophie Gericke bei den Europacup-Wettbewerben in Lillehammer jeweils den dritten Platz belegen. Die beiden Wettbewerbe am 11. und 12. November 2017 gewann der österreichische Bob von Katrin Beierl. Am 12. Januar 2018 konnte sie gemeinsam mit ihrer Anschieberin Sarah Noll erneut einen Podestplatz im Europacup einfahren. Auf der Strecke in Winterberg belegten sie hinter dem Bob von Christin Senkel den zweiten Platz. Am Ende der Saison belegte sie in der Gesamtwertung des Europacups mit 410 Punkten den sechsten Rang. Auch in dieser Saison startete sie bei den Bob-Juniorenweltmeisterschaften und belegte mit ihrer Anschieberin Lena Zelichowski den dritten Platz hinter dem rumänischen Bob von Andreea Grecu und dem deutschen Bob von Laura Nolte.
Vor der Saison 2018/19 ging Kim Kalicki bei den deutschen Meisterschaften am 27. Oktober 2018 gemeinsam mit ihrer Anschieberin Maureen Zimmer an den Start und belegte bei dem Wettbewerb den fünften Platz. Ihr erstes Rennen in der Saison absolvierte sie am 10. Januar 2019 in Innsbruck und konnte dabei gemeinsam mit ihrer Anschieberin Kira Lipperheide den ersten Sieg im Bob-Europacup einfahren. Den Tag darauf konnten sie auch den zweiten Wettbewerb auf dem Olympia Eiskanal Igls für sich entscheiden. Bei den Juniorenweltmeisterschaften 2019 gingen sie auch gemeinsam an den Start und erreichten im normalen Wettbewerb den dritten Platz hinter dem österreichischen Bob von Katrin Beierl und dem rumänischen Bob von Andreea Grecu. Wie im Jahr 2017 gab es erneut eine gesonderte U23-Wertung, in welcher Kim Kalicki und Kira Lipperheide die Goldmedaille gewannen.
Vor der Saison 2019/20 nahm Kim Kalicki gemeinsam mit Viktoria Dönicke im thüringischen Oberhof an der deutschen Anschubmeisterschaft teil und die beiden gewannen dabei die Bronzemedaille. Bei den deutschen Meisterschaften sicherte sich Kim Kalicki gemeinsam mit Viktoria Dönicke hinter dem Bob von Laura Nolte den zweiten Platz und damit die Silbermedaille. Vom Bob- und Schlittenverband für Deutschland wurde sie für den Weltcup 2019/20 gemeldet und gab am 7. Dezember 2019 in Lake Placid gemeinsam mit ihrer Anschieberin Vanessa Mark ihr Debüt, die beiden konnten direkt auf das Podest fahren und belegten hinter dem Bob der US-Amerikanerin Kaillie Humphries und dem Bob der Deutschen Stephanie Schneider den dritten Platz.
Nachdem Kim Kalicki in einem Ausscheidungsrennen um den Weltcup- und WM-Startplatz gegen Stephanie Schneider verlor, startete sie am 31. Januar 2020 im Europacup in Innsbruck, welcher zeitgleich auch als Junioren-Europameisterschaft genutzt wurde, mit ihrer Anschieberin Viktoria Dönicke. Die beiden sicherten sich vor dem russischen Bob von Ljubow Tschernych und dem rumänischen Bob von Andreea Grecu den Sieg im Europacup und gewannen dadurch auch die U23-Wertung der Junioren-Europameisterschaft. In der „normalen“ Junioren-Europameisterschaftswertung, bei welcher Starterinnen bis 26 Jahre gewertet werden, wurden sie nicht gewertet. In dieser Wertung siegten die hinter ihnen platzierten Russinnen.
Gemeinsam mit der Weltcup-erfahrenen Anschieberin Kira Lipperheide ging sie am 8. Februar bei den Junioren-Weltmeisterschaften 2020 in Winterberg in der Veltins-Eisarena an den Start. Die beiden sicherten sich sowohl in der U23-Wertung als auch in der „normalen“ Wertung den Junioren-Weltmeistertitel und sicherten sich damit ein persönliches Startrecht bei den Weltmeisterschaften 2020 in Altenberg. Bei den Weltmeisterschaften gewannen die beiden hinter der US-Amerikanerin Kaillie Humphries und vor der Kanadierin Christine de Bruin überraschend die Silbermedaille.

## Erfolge

### Weltmeisterschaften
- 2020:  Zweierbob
- 2021:  Zweierbob
- 2023:  Zweierbob
- 2024:  Zweierbob

### Weltcupsiege
| Nr. | Datum         | Ort         | Bahn                                  | Anschieberin        |
| --- | ------------- | ----------- | ------------------------------------- | ------------------- |
| 1.  | 24. Jan. 2021 | Königssee   | Kunsteisbahn Königssee                | Ann-Christin Strack |
| 2.  | 19. Dez. 2021 | Altenberg   | Rennschlitten- und Bobbahn Altenberg  | Lisa Buckwitz       |
| 3.  | 16. Jan. 2022 | St. Moritz  | Olympia Bob Run St. Moritz–Celerina   | Lisa Buckwitz       |
| 4.  | 26. Nov. 2022 | Whistler    | Whistler Sliding Centre               | Anabel Galander     |
| 5.  | 2. Dez. 2022  | Park City   | Utah Olympic Park Track               | Leonie Fiebig       |
| 6.  | 28. Jan. 2024 | Lillehammer | Lillehammer Olympiske Bob- og Akebane | Leonie Fiebig       |
| 7.  | 2. Feb. 2024  | Sigulda     | Bob- und Rennschlittenbahn Sigulda    | Leonie Fiebig       |
| 8.  | 23. März 2024 | Lake Placid | Olympia-Bobbahn Lake Placid           | Leonie Fiebig       |
| 9.  | 12. Jan. 2025 | St. Moritz  | Olympia Bob Run St. Moritz–Celerina   | Leonie Fiebig       |

### Europacup-Siege
| Nr. | Datum           | Ort       | Bahn                  | Anschieberin     |
| --- | --------------- | --------- | --------------------- | ---------------- |
| 1.  | 10. Januar 2019 | Innsbruck | Olympia Eiskanal Igls | Kira Lipperheide |
| 2.  | 11. Januar 2019 | Innsbruck | Olympia Eiskanal Igls | Kira Lipperheide |
| 3.  | 31. Januar 2020 | Innsbruck | Olympia Eiskanal Igls | Viktoria Dönicke |